# Blanfordimys
Blanfordimys é um gênero de roedores da família Cricetidae.

## Espécies
- Blanfordimys afghanus (Thomas, 1912)
- Blanfordimys bucharensis (Vinogradov, 1930)